# Andreas Unterberger

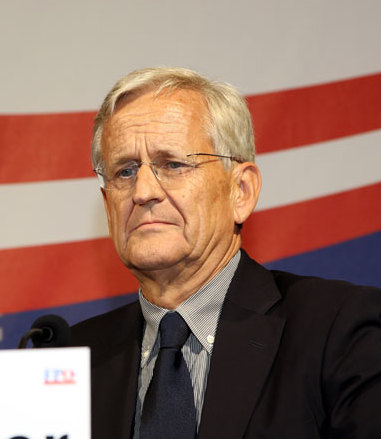
Andreas Unterberger (2013)

Andreas Unterberger (* 2. Jänner 1949 in Wien) ist ein österreichischer Journalist. Er war Chefredakteur der Presse und der Wiener Zeitung und schreibt heute einen rechtspopulistisch ausgerichteten politischen Blog. Unterberger ist Vorstandsmitglied des
Hayek-Instituts und des Clubs unabhängiger Liberaler.

## Biographie

### Ausbildung
Unterberger bestand 1967 die Matura im Bundesgymnasium Wien 8 (Piaristen) mit Auszeichnung und leistete danach bis 1968 seinen Militärdienst ab. Er ist Reserveoffizieranwärter-Wachtmeister außer Dienst. Von 1968 bis 1973 studierte er an der Universität Wien Rechtswissenschaft und Volkswirtschaft, ab 1972 am Institut für Höhere Studien Politikwissenschaft und schloss als Dr. iur. ab.

### Journalist
Von 1973 bis 2004 war Andreas Unterberger Redaktionsmitglied der Tageszeitung Die Presse, zunächst ein Jahr im Lokalressort und ab 1974 als außenpolitischer Redakteur. Zudem war er vier Jahre verantwortlich für die „Seite 3“ und fünf Jahre Chef vom Dienst. Von 1984 bis 1995 war er Ressortleiter der Außenpolitik und leitender Redakteur, von 1995 bis 2004 Chefredakteur. Von 2005 bis 2009 war er Chefredakteur der Wiener Zeitung. Dort schrieb er die Kolumne Andreas Unterbergers (nicht ganz unpolitisches) Tagebuch. Seine Tätigkeit als Chefredakteur war begleitet von Kritik, etwa seitens des Vereins Gedenkdienst und des Dokumentationsarchivs des österreichischen Widerstandes, rechtsgerichteten Autoren wie dem Holocaustleugner und Anwalt Herbert Schaller eine Bühne zu bieten.
Seit 2009 ist Unterberger freier Publizist und führt sein nicht ganz unpolitisches Tagebuch als Internet-Blog fort. Zudem schreibt er in der Finanz- und Wirtschafts-Wochenzeitung „Börsen-Kurier“ die wöchentliche Kolumne Unterbergers Wochenschau und schrieb mit Unterbrechungen von Juli 2011 bis Mai 2013 in den Freitag-Ausgaben der Salzburger Nachrichten unter dem Titel Kontroverse eine Doppel-Kolumne mit beziehungsweise gegen Katharina Krawagna-Pfeifer.

### Wissenschaftliche und journalistische Tätigkeit
Von 1989 bis 1998 war Unterberger Lehrbeauftragter an der Universität Wien im Bereich Politikwissenschaft und internationale Beziehungen. Er hielt Seminare und Vorlesungen über österreichische Außenpolitik, europäische Integration, internationale Sicherheitspolitik und Minderheitenschutz.
Schwerpunkte der journalistischen und wissenschaftlichen Arbeit sind österreichische Außen- und Neutralitätspolitik, europäische Integration, Sicherheitspolitik, Minderheiten- und Selbstbestimmungsfragen, Ost-West-Beziehungen, österreichische Zeitgeschichte, Entwicklungspolitik, politische Strukturen der Vereinigten Staaten, Sanktionenkrise und liberale Reformpolitik.
In seinen Kolumnen und bei Diskussionsrunden im österreichischen Fernsehen vertritt Unterberger politisch rechtsgerichtete und wirtschaftlich liberale Positionen. Standpunkte und Zitate Unterbergers sind unter anderem in der Kolumne „Kontroverse“ in den Salzburger Nachrichten publiziert und dokumentiert.
Weiters wurde von Unterberger gemeinsam mit Georg Hoffmann-Ostenhof unter dem Titel „Audio-Europa-Kontroverse“ in einem Radio-Podcast auf der Plattform EU-Infothek wöchentlich zu einem aktuellen Thema diskutiert. Diese Beiträge wurden über zwei kleine Radiostationen in Wien und St. Pölten ausgestrahlt. Unregelmäßig erscheinen außerdem Artikel von ihm in der Zeitschrift Academia, in Conturen, in der Europäischen Rundschau, im Jahrbuch für Politik, in der Raiffeisen-Zeitung sowie in der zur Neuen Rechten gezählten Freien Welt und in der Jungen Freiheit. In seinem Blog (Untertitel "[...] und die vielen nicht ganz langweiligen Partner-Seiten") verlinkt er gelegentlich auf Artikel führender Identitärer wie Martin Sellner.
Andreas Unterberger ist Mitbegründer des Medienwatchblogs ORF-Watch.at, der nach eigenen Angaben eine freie und öffentliche Debatte über die Privilegien des von Staat und Politik abhängigen Gebühren-Radios und -Fernsehens sowie diverse Aspekte des Machtmissbrauchs ermöglichen soll.
Rainer Nowak beschreibt Unterberger in einer Eloge zu dessen 70. Geburtstag als „publizistischen Bannerträger der Rechtskonservativen Österreichs“, dem politisch „die österreichischen Journalisten viel zu links“ waren und sind, „bis zu einem gewissen Grad sogar Teile der 'Presse'-Redaktion“, der digital erfolgreich sei, Klartext spreche, die Welt geostrategisch wie kaum einer verstehe und mit seinem Blog mehr als jeder andere politische Publizist in Österreich erreiche. Jonas Vogt schreibt in Datum, dass Unterberger in seinem Blog „rechtskonservative Positionen vertritt und schon mal feststellt, dass die Vorbilder 'jetzt nur noch Salvini und Orbán heißen' könnten“.

### Auszeichnungen
- Jahr Österreichischer Staatspreis für journalistische Leistungen zur Jugend
- 1983 Österreichischer Staatspreis für publizistische Leistungen im Interesse der Geistigen Landesverteidigung
- 1994 Humanitätspreis des Österreichischen Roten Kreuzes
- 1995 Silbernes Ehrenzeichen für Verdienste um die Republik Österreich
- 2002 Österreichisches Ehrenkreuz für Wissenschaft und Kunst I. Klasse
- 2009 Leopold-Kunschak-Medien-Preis

### Privat
Unterberger ist Vater dreier erwachsener Söhne und sechsfacher Großvater.

## Schriften
- A wie Alternativ. Herold, Wien / München 1981. ISBN 3-7008-0210-2.
- mit Julius Kainz (Hrsg.): Ein Stück Österreich. 150 Jahre „Die Presse“. Holzhausen, Wien 1998, ISBN 3-900518-83-1.
- Österreich – und jetzt? Gespräche zum Nachdenken. Molden, Wien 2005, ISBN 3-85485-129-4.
- Martin Bartenstein: Grenzgänger zweier Welten, Edition Steinbauer, Wien 2010, ISBN 978-3-902494-47-4.
- Ein Männerministerium, bitte! In: Journal. Ausgabe Niederösterreich. St. Pölten 114.1992, S. 16–17.
- Über 50 weitere politologische Beiträge in wissenschaftlichen Zeitschriften und Sammelbänden
- „Schafft die Politik ab!“ Leykam Streitschriften, Graz 2014, ISBN 978-3-7011-7918-3